# Hogna otaviensis
Hogna otaviensis är en spindelart som först beskrevs av Roewer 1960.  Hogna otaviensis ingår i släktet Hogna och familjen vargspindlar.
Artens utbredningsområde är Namibia. Inga underarter finns listade i Catalogue of Life.